# Jacques Abbadie
Pour les articles homonymes, voir Abbadie.
Jean-Jacques Abbadie, plus communément appelé Jacques Abbadie, né le 27 avril 1654, baptisé le même jour au temple protestant, à Nay et mort à 73 ans le 25 septembre 1727 (date anglaise du calendrier Julien ou 6 octobre 1727 date du calendrier grégorien utilisé en Europe), était un pasteur, écrivain et théologien protestant. Il a été enterré le 28 septembre dans l'ancien cimetière du Marylebone, et en 1911 l'inscription de sa tombe était encore lisible.

## Biographie
Après avoir reçu sa première instruction par les soins du moraliste Jean La Placette, alors pasteur à Nay, l’indigence de ses parents, Pierre Abbadie et Violente de Fortaner, ne leur ayant pas permis de faire les frais de son éducation, ce furent les chefs des églises de sa province qui s’en chargèrent. Abbadie alla ainsi compléter ses études à l'académie de Puylaurens et à l'académie de Saumur. Il arrivait fréquemment aux étudiants de changer d'académie et c'est à Sedan que Jacques Abbadie âgé de 24 ans, passa son doctorat en théologie. Il y fut reçu le 19 mars 1680.
Il fut d’abord prédicateur à Saumur en 1680. Quoique l’édit de Nantes ne fût pas encore révoqué, le gouvernement préludait à ce coup d’État par des persécutions partielles qui déterminaient chaque jour de nouvelles émigrations. Le grand électeur Frédéric-Guillaume Ier qui, contrairement à la majorité des Brandebourgeois, qui étaient luthériens, était de confession calviniste, accordait aux réfugiés français une généreuse hospitalité dans ses états de Brandebourg, où Jacques Abbadie eut l'occasion de prêcher le Nouvel An devant la princesse Marie, épouse du Prince d'Orange. Lorsqu’il chargea, en 1684, son ambassadeur à Paris, le comte d’Espense, de lui envoyer un ministre pour lui confier la direction spirituelle de la colonie naissante, le choix de son Grand Écuyer tomba sur Abbadie.
L’Église française de Berlin ne comptait alors encore que peu de membres, et le service religieux se faisait encore dans la maison du comte d’Espense. Après quelques années à Berlin en tant que ministre d’une église protestante française, où il eut beaucoup de succès comme prédicateur, la congrégation des réfugiés français s’agrandit progressivement à partir de l’émigration provoquée par la révocation de l’édit de Nantes en 1685. Lorsque la résidence du comte d’Espense n’y suffit plus, l’électeur donna l’ordre de réparer l’ancienne chapelle de son palais pour l’usage de cette assemblée dont les services étaient fréquemment suivis par les jeunes membres de sa famille et les réfugiés jouirent de cette faveur jusqu’à sa mort. En possession de toute la confiance de ce prince, qu’il avait su gagner par son noble caractère autant que par ses rares talents, Abbadie se servit toujours de son crédit dans l’intérêt de ses malheureux compatriotes qui n’arrivaient le plus souvent au lieu du refuge que dans le plus profond dénuement.
Pendant les années 1684, 1686 et 1688, il fit plusieurs voyages en Hollande, dans le but surtout de donner ses soins à diverses publications et, entre autres, à son traité intitulé La Vérité de la religion chrétienne, le plus estimé de ses ouvrages. Durant les sept ou huit ans qu’il passa à Berlin, Abbadie utilisa sa faveur croissante avec l’électeur pour soulager la détresse des réfugiés en provenance de France, surtout ceux de sa province natale du Béarn. Il continua à occuper son pastorat à Berlin jusqu’à la mort du grand électeur le 29 avril 1688. Cette année-là, l'Eglise française de Berlin, qui venait d'avoir son septième pasteur, connaissait des conflits internes. C'était le reflet d'une divergence d'idées entre ceux qui croyaient en un rapide retour en France et ceux qui n'y croyaient pas. Jacques Abbadie prit alors partie contre cinq autres pasteurs pour une solution d'adaptation, appelée en Angleterre conformisme. Il publia en mai 1689 un ouvrage complétant son Traité de vérité de la religion chrétienne par le Traité de la divinité de notre seigneur Jésus Christ. Cet ouvrage obtint un bon succès en Europe.
Dès lors, Abbadie ne résista plus aux instances du maréchal de Schomberg ; il quitta Berlin définitivement à l'automne 1689 pour le retrouver en Irlande car il était également réfugié en Prusse, celui-ci le pressait, au nom de son amitié, de l’accompagner en Angleterre, où il suivit le prince d’Orange, futur Guillaume III, mais le maréchal périt à la bataille de la Boyne, en 1690, où l’armée de Jacques II fut mise en déroute.
La mort de son protecteur, qui l’avait emmené avec lui en Irlande sur la fin de l’été de 1689, l’ayant engagé à repasser en Angleterre, Abbadie fut nommé pasteur, à Londres, de l’Église française dite de la Savoie, qui avait été fondée vers l’an 1641. Il en remplit les devoirs avec son zèle et son dévouement accoutumés, publiant une version révisée de la traduction française de la liturgie anglaise utilisée dans cette église, avec une épître dédicatoire au roi George I. Il fut souvent désigné pour faire des discours à l’occasion, tant à Londres qu’à Dublin, mais son manque de facilité en anglais empêcha son élévation en Angleterre, tout comme elle l’exclut également du doyenné de Saint-Patrick, à Dublin, à laquelle le roi Guillaume III voulait le promouvoir, jusqu’à ce que le dérangement de sa santé affectée par le dévouement à ses fonctions dans l’Église de Savoie et du climat anglais, lui fasse désirer de changer d’air. En juillet 1692, il publia chez Van Der Slaart à Rotterdam un nouvel ouvrage : Art de ce connaître soi-même ou recherche des sources de la morale où l'auteur conclut a l'immortalité de l'âme. Il allait entreprendre un ouvrage à la foi politique et religieux pour répondre aux détracteurs du prince Guillaume d'Orange. C'est la Défense de la nation britannique ou les droits de Dieu, de la nature et de la société publiée sous forme de cinq longues lettres qui pose la question de savoir si les rois ont le pouvoir absolu sur leurs sujets.
À la fin des combats d'Irlande, Jacques Abbadie revint en France où il y avait une vingtaine d'églises huguenotes ; il fut rattaché à la plus ancienne, celle de Savoie. Il publia en avril 1695 le Panégyrique de Marie, reine d'Angleterre, Écosse, France, Irlande. En février 1696, fut déjoué une tentative d'assassinat contre le roi Guillaume. Jacques Abbadie dont l'autorité morale était unanimement reconnue fut chargé par le roi d'en expliquer toute la trame dans un ouvrage qui serait lu dans l'Europe entière ; L'Histoire de la dernière conspiration d'Angleterre parut à l'été 1696. Il accepta alors, en 1699, le doyenné de Killaloe, en Irlande, dont il fut pourvu à la recommandation du roi Guillaume III, dont il s’était attiré la faveur grâce à sa Défense de la nation britannique défendant la révolution de 1688 contre Pierre Bayle. En mai 1704, Jacques Abbadie prêcha le sermon La Théologie de Saint Paul ou le pur christianisme expliqué, imprimé chez Jacques Fabre à Dublin. En 1717, il reprit sa plume si longuement délaissée et publia un Traité de la vérité de la religion chrétienne réformée.  En 1719, il publia une version française de la liturgie anglicane car il demeura toujours un conformiste.
Abbadie consacra les dernières années de sa vie, entre l’Angleterre et la Hollande, où étaient imprimés la plupart de ses ouvrages, à l’écriture, à la prédication et à l’accomplissement — pas trop assidu, car il était souvent absent de son décanat — des devoirs ordinaires de son bénéfice. Ainsi, s’étant rendu en Hollande en 1720 pour y voir sa Vérité dans les presses, il resta, après cela, plus de trois ans à Amsterdam, pendant la préparation du Triomphe et d’autres ouvrages, ne retournant en Irlande qu’en 1723. En cette année là, il publia  Le triomphe de la providence, en quatre petits volumes à Amsterdam. Ses revenus de doyen de Killaloe étaient si modestes qu’ils ne lui permettaient pas d’engager un secrétaire. Après que l’archevêque d’Armagh, Hugh Boulter, eut fait appel en vain au lord lieutenant d’Irlande, lord Carteret, en son nom, il lui donna une lettre d’introduction pour l’évêque de Londres.
Son grand œuvre, qu’il avait commencé à l’âge de vingt-deux ans, intitulé Traité de la vérité de la religion chrétienne, dont les deux volumes parurent à Rotterdam en 1684 et furent continués, en 1689, par le Traité de la divinité de Nôtre-Seigneur Jésus-Christ, produisit une profonde sensation : « Il y a fort longtemps, écrivait Pierre Bayle, qu’on n’a fait un livre où il y ait plus de force et plus d’étendue d’esprit, plus de grands raisonnements et plus d’éloquence ». Bussy mandait à la marquise de Sévigné : « Nous le lisons à présent et nous trouvons qu’il n’y a que ce livre à lire au monde ». Et elle lui répondait : « C’est le plus divin de tous les livres ; cette estime est générale. Je ne crois pas qu’un homme ait jamais parlé de la religion comme cet homme-là ». Élève de Jean La Placette, nourri de Pascal, un peu trop étranger à l’histoire comme tous les cartésiens, il a eu de la foi la conception intellectualiste de son temps, mais il insiste de préférence sur les raisons psychologiques et morales de ses convictions.
Âgé, Jacques Abbadie voulut quitter Dublin pour revenir à Londres. Il emménagea dans la banlieue de Marylebone, où vivait une communauté protestante. C'est là qu'il mourut le 25 septembre 1727, il fut enterré le 27 du même mois dans l'ancien cimetière de Marylebone. Il avait 71 ans. En 1911, l'inscription de sa tombe était encore visible ; aujourd'hui elle ne l'est plus.

## Publications
- Sermons sur divers textes de l’Écriture, Leyde, 1680, in-8°.Ces Sermons, au nombre de quatre, ont été réimprimés plusieurs fois. Quelques autres prononcés dans des occasions solennelles, et parmi lesquels il y en a qui étaient déjà arrivés en 1727 a leur 14e édition, ont paru séparément a des époques plus ou moins éloignées. Ils ont été tous réunis avec les Panégyriques de notre auteur, à Amsterdam 1760 en 5 vol. in-8°, et sont précédés d’un Essai historique sur sa vie et ses ouvrages.
- Panégyrique de Monseigneur l’électeur de Brandebourg, Berlin et Rotterdam, 1684, in-4° et in-8°.Cet éloge a été traduit en italien par Gregorib Leti, qui l’a inséré dans son Histoire du Brandebourg. Bayle en avait dit tant de bien dans ses Nouvelles de la Rér publique des lettres, qu’Abbadie lui écrivit, en le remerciant, qu’il avait fait le panégyrique de son Panégyrique.
- La Vérité de la religion chrétienne, Rotterdam, 1684 [lire en ligne] Cet ouvrage a eu de nombreuses éditions ; celle de 1688 renferme des additions considérables. Il a été traduit en plusieurs langues : en anglais, par H. Lussan ; Londres 1694, 2 vol. in-8°, et plusieurs fois depuis ; en allemand, par C. L. Billerbeck, qui y a ajouté des notes et des prolégomènes, Francfort, 1715, et par Hahn qui l’a également annoté, Karlsruhe, 1776, in-8°[3]. — Il est divisé en 2 parties. Dans la première, l’auteur descend de cette proposition, Il y a un Dieu, à cette autre, Jésus, fils de Marie, est le Messie promis. Dans la 2e partie, de cette proposition, Il y a aujourd’hui des Chrétiens dans le monde, il remonte à cette autre, Il y a un Dieu, d’où chacun est amené à conclure que la Religion chrétienne est véritable. Comme Grotius, dont il suivit les traces, Abbadie sentait qu’avant d’entreprendre de prouver la vérité des dogmes du christianisme, il fallait commencer par établir solidement la divinité du christianisme lui-même ; cependant il ne sut pas se renfermer aussi strictement que l’auteur du traité De verd relig. christ., dans les limites de l’apologétique ou de l’exposition scientifique des principes sur lesquels repose la divinité de la religion chrétienne. Il se laisse quelquefois entraîner par l’intérêt du sujet à prendre la défense de certains dogmes, rentrant ainsi dans la polémique et enlevant par là à son ouvrage ce caractère de généralité qui doit distinguer avant tout les écrits apologétiques et en faire comme le patrimoine, non d’une secte religieuse, mais de tous les chrétiens. À cela près, son livre est supérieur sous le rapport de la forme et du fond à celui de Grotius. Élève de Jean La Placette, nourri de Pascal, un peu trop étranger à l’histoire comme tous les cartésiens, il a eu de la foi la conception intellectualiste de son temps, mais il insiste de préférence sur les raisons psychologiques et morales de ses convictions. Du fait qu'il dédaigne la métaphysique de l'École pour celle des apôtres, ce traité ainsi que celui qui le prolonge, le Traité de la divinité de Nôtre-Seigneur Jesus-Christ, furent mis à l'Index[3]. « Depuis longtemps, dit un critique, il n’avait pas paru de livre où il y eût plus de force et plus d’esprit, plus de raisonnement et plus d’éloquence. » Cet éloge n’a rien d’exagéré. Bayle écrit dans ses Nouvelles de la République des Lettres (oct. et nov. 1684) : « Il y a fort longtemps, écrivait Bayle, qu’on n’a fait un livre où il y ait plus de force et plus d’étendue d’esprit, plus de grands raisonnements et plus d’éloquence. » Les Acta Eruditorum (mars 1685), le Journal des Savans (avril 1722), rendent à Abbadie le même témoignage. Des catholiques même fanatiques dont la célèbre marquise de Sévigné, poussaient jusqu’à l’enthousiasme leur admiration. « C’est le plus divin de tous les livres ; cette estime est générale. Je ne crois pas qu’un homme ait jamais parlé de la religion comme cet homme-là. » écrivait-elle à Bussy-Rabutin, et l’auteur de l’Histoire amoureuse des Gaules, alors âgé d’environ 70 ans, lui répondait sur le même ton : « Nous le lisons à présent et nous trouvons qu’il n’y a que ce livre à lire au monde. » Quelques jours après, il reprenait la plume, tant son cœur débordait : « C’est un livre divin, lui écrivait il de nouveau, je ne dis pas seulement pour la matière, mais encore pour la forme. Je ne veux plus lire que ce livre-là pour ce qui regarde mon salut. Jusques ici, continue-t-il, je n’ai point été touché de tous les autres livres qui parlent de Dieu, et j’en vois bien aujourd’hui la raison ; c’est que la source m’en paraissait douteuse ; mais la voyant claire et nette dans le livre d’Abbadie, il me fait valoir tout ce que je n’estimais pas. Encore une fois, c’est un livre admirable, il me peint tout ce qu’il me dit, et en un mot, il force ma raison à ne pas douter de ce qui lui paraissait incroyable. » Le duc de Montausier, s’entretenant un jour de l’ouvrage d’Abbadie avec l’ambassadeur de l’électeur de Brandebourg, Spanheim : « la seule chose qui me chagrine, lui dit-il, c’est que l’auteur de ce livre soit à Berlin. » Et en effet, c’était là une réflexion pénible qui devait venir à l’esprit de toute personne soucieuse de la grandeur et de la gloire de son pays.
- Réflexions sur la présence réelle du corps de J.-Ch. dans l’Eucharistie comprises en diverses lettres, La Haye, 1685 lire en ligne sur Gallica ; Rotterdam, 1713 — Ces lettres sont au nombre de quatre. Dans la 1re, l’auteur traite de la manducation du corps de J.-Ch., et examiné le 6e chapitre de S. Jean ; dans la 2e, il expose la doctrine de la présence réelle et répond à quelques difficultés d’Arnaud ; dans la 5e, il attaque l’adoration de l’Eucharistie ; dans la 4e enfin, il rapporte un certain nombre de pensées que les Apôtres ont pu avoir, plus raisonnables et plus naturelles que celles de la transsubstantiation qu'il critique, lorsque J.-Ch. institua ce sacrement. — Les deux éditions qui ont paru de cet ouvrage, sont déclarées défectueuses dans le Projet de réimpression des ouvrages d’Abbadie, publié à Londres, en 1727, sous les yeux de l’auteur. Mais Chauffepié nie qu’Abbadie ait désavoué l’édition de 1685, comme l’avancent, les auteurs anglais du dictionnaire qu’il a traduit et annoté. « Elle a tous les caractères, dit-il, d’un ouvrage avoué par son auteur, puisque l’on trouve à la tête une Épitre dédicatoire à l’électeur de Brandebourg et un Avertissement de l’auteur. »
- Les caractères du Chrétien et du Christianisme, marqués dans 3 sermons sur divers textes de l’Écriture avec des réflexions sur les afflictions de l’Église, La Haye, 1686 et 1697, in-12. — Dans le premier de ces sermons, l’auteur traite de la spiritualité du culte de Dieu ; dans le 2e des souffrances auxquelles l’Évangile expose l’homme, et dans le 5, du renouvellement de ceux qui suivent J.-Ch. « Un esprit vaste et élevé comme celui que M. Abbadie fait paraitre dans son Traité de la religion chrétienne, dit Bayle, ne peut que dire de grandes choses sur trois sujets aussi sublimes que ceux-là. »
- Sermon prononcé à l’occasion du couronnement de l’électeur de Brandebourg, 13 juin 1688, Berlin, 1688, in-12.
- Traité de la divinité de Nôtre-Seigneur Jesus-Christ, Rotterdam, 1689, lire en ligne sur Gallica ; trad. en anglais par M. Booth, Londres, 1802 [lire en ligne] L’auteur revient dans cet ouvrage sur les principes qu’il avait déjà exposés dans son traité Vérité de la religion chrétienne, dont il devint la troisième partie[3]. C’est au sujet de ce livre que Paul Pellisson dit dans son traité posthume sur l’Eucharistie : « Seigneur, ce n’est pas sans vous qu’on combat pour vous avec tant de force, daignez l’éclairer de plus en plus, etc. »
- L’Art de se connaître soi-même, ou Recherche sur les sources de la morale, Rotterdam, 1692 lire en ligne sur Gallica ; Lyon, 1693 (version expurgée de passages favorables aux calvinistes par le docteur Cohade)[3] ; Lyon, 1701, in-12 ; nouv. édit., : avec des notes explicatives ou critiques, par M. L… (Lacoste), théologal et vicaire gén. du diocèse de Dijon, Dijon, 1826, in-12. Cet ouvrage a été traduit en anglais et en allemand. Il est divisé, en deux parties. La 1re traite de la nature ; de l’homme, de ses perfections, de ses devoirs, de sa fin ; dans la 2e, l’auteur recherche l’origine de la corruption humaine. Ce qu’Abbadie dit du principe des actions vertueuses qu’il fait consister dans l’amour de soi, fut attaqué par D. Lami, dans son traité sur la Connaissance de soi-même, lequel prit cet amour pour l’amour-propre ou l’égoïsme. Mais il fut défendu victorieusement par Malebranche dans son traité de l’Amour de Dieu.
- Défense de la nation Britannique, où les Droits de Dieu, de la nature et de la société sont clairement établis du sujet de la révolution d’Angleterre contre l’auteur de l’Avis important aux Réfugiés [i.e. Bayle], Londres, 1693 lire en ligne sur Gallica
- Panégyrique de Marie, reine d’Angleterre, d’Écosse, de France et d’Irlande, de glorieuse mémoire, décédée à Kensington le 18 décembre 1694, Amsterdam, 1695, in-12 lire en ligne sur Gallica ; trad. en anglais, Londres, 1695, in-4°.
- Histoire de la dernière conspiration d’Angleterre avec le détail des diverses entreprises contre le roi et la nation qui ont précédé ce dernier attentat, Londres, 1696, in-8°; réimprimé en Hollande et trad. en anglais. — Cet ouvrage fut écrit par Abbadie à la demande du roi Guillaume et sur les mémoires qui lui furent fournis par lord Portland et sir William Trumball, alors secrétaires d’État.

Dans l’intervalle de cette publication et de la suivante, Abbadie donna ses soins à une révision de la traduction en français de la Liturgie de l’Église anglicane, en tête de laquelle il mit une Épitre dédicatoire au roi George Ier, Londres, 1719, in-8°.
- La Vérité de la religion chrétienne réformée, Rotterdam, 1718, 2v. in-8°.Cet ouvrage est divisé en 4 parties. Dans la première, l’auteur réfute la doctrine de la transsubstantiation ; dans la 2e, il combat l’autorité du Pape ; dans la 3e, il examine la doctrine du purgatoire, et dans la 4e, il, traite du culte des saints, de l’adoration des images, des reliques, etc., cherchant à prouver que les doctrines romaines sont clairement prédites dans l’Apocalypse. Ce traité fut traduit en anglais, selon Robert Watt, par le Dr Henry), évêque de Dromore, pour l’instruction des catholiques romains de son diocèse. C’est avec raison que Chauffepié relève à cette occasion une erreur du P. Niceron, qui attribue à ce prélat, qu’ils nomment tous deux le Dr Lambert, la traduction du célèbre traité sur la vérité de la religion chrétienne. Quérard, selon qui cet ouvrage d’Abbadie aurait paru en 1717, in-8°, Rotterdam, et la table seule des chapitres du 2e tome aurait été publiée, en tête du 1er volume, se trompe.
- Le Triomphe de la Providence et de la Religion, ou l’ouverture des sept sceaux par le fils de Dieu, avec une nouvelle et très sensible démonstration de la vérité de la religion chrétienne, Amsterdam, 1721, en 2 vol. selon les uns, ou en 5 selon d’autres ; 1723, 4 vol. in-12.Cet ouvrage fait suite au précédent. Les jugements qu’on en a portés sont très divers. Nous ne nous arrêterons pas au sentiment de Voltaire qui probablement n’en a jamais rien lu que le titre. Mais de très bons esprits, compétents dans la matière, ont accusé Abbadie d’être devenu un enthousiaste. « On trouve dans cet ouvrage, lit-on dans la Bibliothèque Angloise, t. XV, deux traités qui paraissent être tout à fait du gout du public, l’examen de l’arianisme au 3e tome et l’examen du purgatoire au dernier. Mais le commentaire historique sur la première partie de la Révélation de S. Jean est de tout l’ouvrage ce qui mérite le plus d’attention. Car on y prouve la vérité de la religion par des oracles déjà accomplis, des oracles obscurs en eux-mêmes, mais si clairs avec la clef de l’Écriture et de l’évènement, si suivis d’ailleurs, si liés les uns aux autres, et par là même si sensibles qu’il n’est pas facile à des gens de bon sens non prévenus de résister à cette évidence. Le lecteur qui s’y trouve comme transporté dans un monde nouveau, en jugera par lui-même ; mais qu’il ne s’attende pas à des recherches curieuses sur l’avenir. Car on ne touche pas aux prophéties qui ne sont pas encore accomplies ; on s’arrête uniquement à celles qui le sont. » Nous sommes porté à croire que cette appréciation est due à l’auteur lui-même. Abbadie, dans ce dernier de ses ouvrages, s’attache à réfuter sur plusieurs points l’explication de l’Apocalypse par Bossuet.

On ne sait quel degré de confiance on doit ajouter à Robert Watt, qui, dans son grand Dictionnaire bibliographique, attribue encore à Abbadie trois publications dont aucun biographe ne fait mention. Ce sont : Commentaire sur les Révélations (sans date, ni lieu d’impression) ; Accomplissement des prophéties dans la personne de J.-Ch., trad. en anglais, Londres, 1810, in-12 ; Antidote souverain contre le poison de l’arianisme, trad. en angl. (sans date, ni lieu d’impression). Il est à supposer que ces ouvrages ne sont que des traductions de parties détachées du livre d’Abbadie sur le Triomphe de la Providence.
Dans l’édition complète de ses œuvres, annoncée en 1727, en 4 vol. in-4°, mais restée à l’état de projet, devaient en outre être comprises plusieurs publications tout à fait inédites, entre autres une Nouvelle manière de prouver l’immortalité de l’âme, et des Notes sur le commentaire philosophique (de Bayle) ; mais à sa mort il ne s’est rien trouvé dans ses papiers. « Cela, dit Chauffepié, ne surprendra pas ceux qui savent que ce savant méditait avec tant de force qu’il avait quelquefois ses ouvrages tout composés en tête et ne les écrivait qu’à mesure qu’il les faisait imprimer. »

### Sources
- Eugène et Émile Haag, La France protestante, ou Vies des protestants français qui se sont fait un nom dans l'histoire depuis les premiers temps de la réformation jusqu'à la reconnaissance du principe de la liberté des cultes par l'Assemblée nationale ; ouvrage précédé d'une Notice historique sur le protestantisme en France ; suivi des Pièces justificatives et rédigé sur des documents en grande partie inédits, t. I, Paris, Joël Cherbuliez, in-8°, 1846, p. 7-11 lire en ligne sur Gallica